# Сомалийский шиллинг
Сомалийский шиллинг (сомал. shilin soomaali) — национальная денежная единица Сомали, формально равная 100 центам.

## История
На территории Итальянского Сомали имели хождение индийская рупия, талер Марии Терезии и эритрейский талер, в 1910—1925 итальянцы выпускали рупию Итальянского Сомали. 1 июля 1925 года её заменила сомалийская лира, а когда Итальянское Сомали было включено в состав Итальянской Восточной Африки — восточноафриканская итальянская лира, имевшая хождение наряду с итальянской лирой.
Шиллинг стал валютой в разных районах страны с 1921 года, когда на территории Британского Сомали был введён восточноафриканский шиллинг, заменивший впоследствии итальянскую лиру по курсу 1 шиллинг = 24 лиры. После объединения Итальянского и Британского Сомали в единое сомалийское государство Восточноафриканский шиллинг 1 июля 1960 года был заменён сомалийским шиллингом.
В результате гражданской войны в 1991 году прекратили существование все государственные институты (парламент, правительство, центральный банк), шиллинг начал обесцениваться. В 1994 году в отколовшейся Республике Сомалиленд была выпущена собственная валюта — сомалилендский шиллинг, а в других регионах страны наряду с сомалийским шиллингом стали использоваться доллары США, эфиопский быр, саудовский риял, а с 2002 года и евро, на севере Сомали использовались также йеменские риалы и египетские фунты. Торговцы отказывались принимать обесценивающийся и часто подделываемый шиллинг, требуя оплаты в более надёжной валюте.
Банкноты в сомалийских шиллингах после распада государства продолжали выпускаться группировками, контролирующими различные районы страны. Так, в 1996 году шиллинги были выпущены в Могадишо президентом Мухаммедом Айдидом, в 1999 году шиллинги были выпущены правительством Пунтленда, в 2000 году в юго-западном Сомали шиллинги выпускала Освободительная армия, которой командовал Хасан Мухаммед Нур. Купюры печатались различными типографиями, иногда имеют небольшие отличия в деталях оформления купюр и цвете, однако на них по-прежнему указывался не существующий уже эмитент — Центральный банк Сомали. В 2001 году правительству президента Абдулкасима Салад Хасана удалось договориться с заказчиками купюр о том, что их доставка в Сомали будет осуществляться под контролем Переходного правительства.
Тренд на ослабление шиллинга был прерван в 2005 году, с того момента шиллинг подорожал на 80 %. В стране наблюдается дефляция.
В 2009 году по решению Переходного федерального правительства Сомали возобновил работу Центральный банк Сомали.
11 февраля 2017 года председатель Центрального банка заявил, что впервые после распада страны в 1991 году банк намерен возобновить выпуск сомалийских банкнот.

## Монеты
Монеты назывались центами (англ. cent), чентезимо (итал. centesimo, мн. ч. итал. centesimi), а также шиллингами (англ. shilling), шеллино (итал. scellino, мн. ч. итал. scellini), араб. سنت‎, (мн. ч.: سنتيمات и سنتيما). С 1975 года названия монет стали писать на латинице: shilin и sent, арабское же название было сокращено до سنت. К этому времени итальянские наименования денежных единиц полностью перестали использоваться. Итальянское наименование «шеллини» снова появилось на некоторых монетах в 2000 году. Написание производных денежных единиц неизвестно, так как в обращении нет монет, номинал которых был бы меньше 1 шиллинга.

## Банкноты
15 октября 1962 года Национальный банк Сомали выпустил банкноты номиналом 5, 10, 20 и 100 шиллингов, причём банкноты именовались на итальянском языке «шеллини» (итал. scellini). С 1975 года названия банкнот стали писать на латинице: shilin. К этому времени итальянские наименования денежных единиц полностью перестали использоваться.
В 1975 году Национальный банк Сомали ввёл новые банкноты номиналом 5, 10, 20 и 100 шиллингов. С 1978 года эти же банкноты выпускались уже Центральным банком Сомали.
В 1983 году были введены банкноты тех же номиналов со слегка изменённым дизайном, а также появилась новая банкнота достоинством в 50 шиллингов. В 1989 году добавилась банкнота в 500 шиллингов, а в 1990 году — 1000 шиллингов.
В 1991 году была предпринята попытка денежной реформы с деноминацией в соотношении 100:1, и для этого были подготовлены новые банкноты достоинством в 20 и 50 новых шиллингов.
По состоянию на 2015 год в обращении остались только банкноты номиналом 1000 шиллингов 1990 и 1996 годов выпуска.

### Банкноты образца 1962—1971 годов
| Серия 1962—1971 годов | Серия 1962—1971 годов | Серия 1962—1971 годов | Серия 1962—1971 годов | Серия 1962—1971 годов | Серия 1962—1971 годов         | Серия 1962—1971 годов         | Серия 1962—1971 годов |
| Изображение           | Изображение           | Номинал (шиллингов)   | Размеры (мм)          | Основные цвета        | Описание                      | Описание                      | Годы печати           |
| Лицевая сторона       | Оборотная сторона     | Номинал (шиллингов)   | Размеры (мм)          | Основные цвета        | Лицевая сторона               | Оборотная сторона             | Годы печати           |
| --------------------- | --------------------- | --------------------- | --------------------- | --------------------- | ----------------------------- | ----------------------------- | --------------------- |
|                       |                       | 5                     |                       | красный               | Антилопа                      | Парусник                      | 1962 1966 1968        |
|                       |                       | 5                     | фиолетовый            | 1971                  | Антилопа                      | Парусник                      |                       |
|                       |                       | 10                    |                       | зелёный               | Цветок хлопчатника            | Река Джуба                    | 1962 1966 1968 1971   |
|                       |                       | 20                    |                       | коричневый            | Бананы                        | Сомалийский национальный банк | 1962 1966 1968 1971   |
|                       |                       | 100                   |                       | синий                 | Традиционные домашние ремёсла | Национальная ассамблея        | 1962 1966 1968 1971   |

### Банкноты образца 1975—1981 годов
| Серия 1975—1981 годов | Серия 1975—1981 годов | Серия 1975—1981 годов | Серия 1975—1981 годов | Серия 1975—1981 годов | Серия 1975—1981 годов                             | Серия 1975—1981 годов          | Серия 1975—1981 годов |
| Изображение           | Изображение           | Номинал (шиллингов)   | Размеры (мм)          | Основные цвета        | Описание                                          | Описание                       | Годы печати           |
| Лицевая сторона       | Оборотная сторона     | Номинал (шиллингов)   | Размеры (мм)          | Основные цвета        | Лицевая сторона                                   | Оборотная сторона              | Годы печати           |
| --------------------- | --------------------- | --------------------- | --------------------- | --------------------- | ------------------------------------------------- | ------------------------------ | --------------------- |
|                       |                       | 5                     |                       | красный               | Гну и зебры                                       | Работы на банановой плантации  | 1975 1978             |
|                       |                       | 10                    |                       | зелёный               | Маяк                                              | Строительство рыбацкой шхуны   | 1975 1978 1980        |
|                       |                       | 20                    |                       | коричневый            | Здание банка в Могадишо                           | Стадо животных                 | 1975 1978 1980 1981   |
|                       |                       | 100                   |                       | синий                 | Женщина с ружьём и лопатой, мемориальный комплекс | Женщины за сортировкой фруктов | 1975 1978 1980 1981   |

### Банкноты основного обращения образца 1983—1996 годов
| Серия 1983—1996 годов | Серия 1983—1996 годов | Серия 1983—1996 годов | Серия 1983—1996 годов | Серия 1983—1996 годов | Серия 1983—1996 годов                             | Серия 1983—1996 годов          | Серия 1983—1996 годов    |
| Изображение           | Изображение           | Номинал (шиллингов)   | Размеры (мм)          | Основные цвета        | Описание                                          | Описание                       | Годы печати              |
| Лицевая сторона       | Оборотная сторона     | Номинал (шиллингов)   | Размеры (мм)          | Основные цвета        | Лицевая сторона                                   | Оборотная сторона              | Годы печати              |
| --------------------- | --------------------- | --------------------- | --------------------- | --------------------- | ------------------------------------------------- | ------------------------------ | ------------------------ |
|                       |                       | 5                     | 120×60                | красный               | Буйволы                                           | Работы на банановой плантации  | 1983 1986 1987           |
|                       |                       | 10                    | 134×68                | зелёный               | Маяк                                              | Строительство рыбацкой шхуны   | 1983 1986 1987           |
|                       |                       | 20                    | 138×70                | коричневый            | Здание банка в Могадишо                           | Стадо животных                 | 1983 1986 1987 1989      |
|                       |                       | 20                    | 140×70                | бордовый              | Торговец верблюдами                               | Сбор хлопка                    | 1991                     |
|                       |                       | 50                    | 143×72                | оранжевый             | Крепость                                          | Караван на водопое             | 1983 1986 1987 1988 1989 |
|                       |                       | 50                    | 140×70                | коричневый            | Мужчина за работой                                | Женщина и дети на осле         | 1991                     |
|                       |                       | 100                   | 148×73                | синий                 | Женщина с ружьём и лопатой, мемориальный комплекс | Женщины за сортировкой фруктов | 1983 1986 1987 1988 1989 |
|                       |                       | 500                   | 148×73                | бирюзовый             | Рыбак с сетью и мужчина в лодке                   | Мечеть                         | 1989 1990 1996           |
|                       |                       | 1000                  | 153×73                | бордовый              | Две женщины, плетущие корзины                     | Панорама грузового порта       | 1990 1996                |

### Невыпущенные банкноты серии 2010 года
В начале 2010-х годов Переходное федеральное правительство Сомали распорядилось о печати в Судане новой серии банкнот. К 2013 году введение банкнот отложили на неопределенную дату.
В 2018 году Центральный банк Сомали сообщил, что правительство и Международный валютный фонд готовятся к печати новых банкнот достоинством 1000, 2000, 10 000, 20 000 и 50 000 шиллингов.
В 2021 году Центральный банк Сомали заявил, что огромное количество сомалийских шиллингов осталось на складе в Судане. В 2023 году в Судане вспыхнула гражданская война, вследствии чего невыпущенные сомалийские банкноты стали появляться разбросанными на улицах Хартума.
| Серия 2010 года | Серия 2010 года   | Серия 2010 года     | Серия 2010 года | Серия 2010 года | Серия 2010 года       | Серия 2010 года         | Серия 2010 года |
| Изображение     | Изображение       | Номинал (шиллингов) | Размеры (мм)    | Основные цвета  | Описание              | Описание                | Годы печати     |
| Лицевая сторона | Оборотная сторона | Номинал (шиллингов) | Размеры (мм)    | Основные цвета  | Лицевая сторона       | Оборотная сторона       | Годы печати     |
| --------------- | ----------------- | ------------------- | --------------- | --------------- | --------------------- | ----------------------- | --------------- |
|                 |                   | 1000                | 120×60          | жёлтый          | Верблюды              | Овцы, буйвол и козы     | 2010            |
|                 |                   | 2000                | 120×60          | зелёный         | Река Джуба            | Банановые деревья       | 2010            |
|                 |                   | 10 000              | 130×64          | синий           | Парусник              | Рыба                    | 2010            |
|                 |                   | 20 000              | 140×68          | оливковый       | Национальный театр    | Центральный банк Сомали | 2010            |
|                 |                   | 50 000              | 140×68          | бирюзовый       | Мечеть «Солидарность» | Мечеть Абдула Азиза     | 2010            |